# Когуты
Когуты (укр. Когути) — село в Новояворовской городской общине Яворовского района Львовской области Украины.
Население по переписи 2001 года составляло 151 человек. Занимает площадь 0,2 км². Почтовый индекс — 81054. Телефонный код — 3256.